# Deguingand
Die Société des Nouveaux Ateliers A. Deguingand war ein französischer Hersteller von Automobilen.

## Unternehmensgeschichte
Das Unternehmen aus Puteaux war das Nachfolgeunternehmen von Vinot & Deguingand. 1927 begann unter der Leitung von Albert Deguingand die Produktion von Automobilen. Der Markenname lautete Deguingand. 1930 endete die Produktion.

## Fahrzeuge
Das erste Modell war ein Kleinwagen. Für den Antrieb sorgte ein Vierzylindermotor von S.C.A.P. mit 1170 cm³ Hubraum. In der Ausführung mit seitlichen Ventilen leistete der Motor 22 PS und mit OHV-Ventilsteuerung 28 PS. Im Angebot standen Tourenwagen und Limousinen. Dieses Modell konnte mit den Modellen der Großserienhersteller wie Citroën nicht konkurrieren.
Ab 1928 entstand das kleinere Modell 5 CV, entworfen von Marcel Violet. Ein Vierzylinder-Zweitaktmotor mit 735 cm³ Hubraum sorgte für den Antrieb.